# Country Club Heights
Country Club Heights és una població dels Estats Units a l'estat d'Indiana. Segons el cens del 2000 tenia 91 habitants.

## Demografia
Segons el cens del 2000, Country Club Heights tenia 91 habitants, 39 habitatges, i 32 famílies. La densitat de població era de 113,3 habitants per km².
Dels 39 habitatges en un 25,6% hi vivien nens de menys de 18 anys, en un 79,5% hi vivien parelles casades, en un 0% dones solteres, i en un 17,9% no eren unitats familiars. En el 15,4% dels habitatges hi vivien persones soles el 7,7% de les quals corresponia a persones de 65 anys o més que vivien soles. El nombre mitjà de persones vivint en cada habitatge era de 2,33 i el nombre mitjà de persones que vivien en cada família era de 2,56.
Per edats la població es repartia de la següent manera: un 17,6% tenia menys de 18 anys, un 1,1% entre 18 i 24, un 15,4% entre 25 i 44, un 44% de 45 a 60 i un 22% 65 anys o més.
L'edat mediana era de 49 anys. Per cada 100 dones de 18 o més anys hi havia 102,7 homes.
La renda mediana per habitatge era de 97.723$ i la renda mediana per família de 99.211$. Els homes tenien una renda mediana de 88.136$ mentre que les dones 45.417$. La renda per capita de la població era de 52.273$. Cap de les famílies i el 4,3% de la població estaven per davall del llindar de pobresa.

## Poblacions més properes
El següent diagrama mostra les poblacions més properes.